# U-212
Unterseeboot 212 foi um submarino alemão do Tipo VIIC, pertencente a Kriegsmarine que atuou durante a Segunda Guerra Mundial.

## Comandantes
| Comandante           | Data                                      |
| -------------------- | ----------------------------------------- |
| Kptlt. Helmut Vogler | 25 de abril de 1942 - 21 de julho de 1944 |

## Subordinação
Durante o seu tempo de serviço, esteve subordinado às seguintes flotilhas:
| Período                                      | Flotilha                                  |
| -------------------------------------------- | ----------------------------------------- |
| 25 de abril de 1942 - 30 de setembro de 1942 | 8. Unterseebootsflottille (treinamento)   |
| 1 de outubro de 1942 - 31 de maio de 1943 1  | 1. Unterseebootsflottille (serviço ativo) |
| 1 de junho de 1943 - 31 de outubro de 1943 1 | 3. Unterseebootsflottille (serviço ativo) |
| 1 de novembro de 1943 - 21 de julho de 1944  | 3. Unterseebootsflottille (serviço ativo) |

## Operações conjuntas de ataque
O U-212 participou das seguinte operações de ataque combinado durante a sua carreira:
- Rudeltaktik Boreas (22 de novembro de 1942 - 9 de dezembro de 1942)
- Rudeltaktik Eisbär (27 de março de 1943 - 5 de abril de 1943)
- Rudeltaktik Siegfried (25 de outubro de 1943 - 27 de outubro de 1943)
- Rudeltaktik Siegfried 1 (27 de outubro de 1943 - 30 de outubro de 1943)
- Rudeltaktik Körner (30 de outubro de 1943 - 2 de novembro de 1943)
- Rudeltaktik Tirpitz 1 (2 de novembro de 1943 - 8 de novembro de 1943)
- Rudeltaktik Eisenhart 4 (9 de novembro de 1943 - 15 de novembro de 1943)
- Rudeltaktik Schill 3 (18 de novembro de 1943 - 22 de novembro de 1943)
- Rudeltaktik Rügen (15 de janeiro de 1944 - 26 de janeiro de 1944)
- Rudeltaktik Hinein (26 de janeiro de 1944 - 3 de fevereiro de 1944)
- Rudeltaktik Igel 1 (3 de fevereiro de 1944 - 17 de fevereiro de 1944)
- Rudeltaktik Hai 1 (17 de fevereiro de 1944 - 22 de fevereiro de 1944)
- Rudeltaktik Preussen (22 de fevereiro de 1944 - 4 de março de 1944)